# Еріяху
Еріяху, Еріаку (фінік. ) — цар Тіра (за іншими версіями — син царя) кінця XII століття до н. е.
Відомий насамперед заснуванням колоній — Утіки, Лікса та Гадіра (останніх двох — за своєї особистої участі).
Грецькі джерела згадують Еріяху під іменем «Архелая, сина Фойника». Оскільки Фойник є особою легендарною, братом Кадма — це відсуває правління Еріяху до сивої давнини. Проте недвозначне датування заснування Гадіра XII століттям до н. е. дозволяє сприймати визначення «син Фойника» в переносному сенсі — як позначення фінікійського походження Еріяху (пор. «син Тира» як позначення тирського громадянства) або ж знаку належності до царської династії.